# Hanne Pettersen
Hanne Pettersen, coniugata Woods (Oslo, 19 marzo 1960), è una giocatrice di curling norvegese.

## Biografia
Partecipò ai XV Giochi olimpici invernali edizione disputata a Calgary  (Canada) nel 1988, riuscendo ad ottenere la terza posizione nella squadra norvegese con le connazionali Trine Trulsen, Dordi Nordby, Marianne Aspelin e Mette Halvorsen. 
Nell'edizione la nazionale canadese si classificò prima , la svedese seconda. La competizione ebbe lo status di sport dimostrativo. Nell'edizione successiva delle olimòpiadi invernali vinse una medaglia d'argento